# Ley Orgánica de protección de la seguridad ciudadana (2015)
La Ley Orgánica 4/2015, de 30 de marzo, de protección de la seguridad ciudadana, conocida popularmente como Ley Mordaza, es una ley orgánica española. Entró en vigor el 1 de julio de 2015, en sustitución de la anterior Ley Orgánica sobre protección de la seguridad ciudadana (1992).
Esta ley forma parte de la revisión de la justicia penal española desde la reforma del Código Penal del año 1995 y su desarrollo, aprobación y entrada en vigor ha estado rodeada de fuertes polémicas, incluso a nivel internacional. En este sentido, un editorial del New York Times (NYT) instó a la Comisión Europea a apresurarse a condenar la nueva ley, citando al relator de las Naciones Unidas, Maina Kiai, quien también instó a los legisladores españoles a derogar la ley. El NYT afirmó que «esta ley trae recuerdos de los peores días del régimen de Franco y no procede en una nación democrática». En un artículo posterior, el NYT reflejó las opiniones al respecto tanto de Amnesty International como a Human Rights Watch, que considera que la ley supone una «amenaza directa a los derechos de reunión pacífica y la libertad de expresión en España» y cita al portavoz del Sindicato Unificado de Policía, que también ha manifestado su preocupación respecto a algunos aspectos de la ley, entre otros, la falta del «necesario consenso político y social».
Otros medios internacionales, como The Guardian, recogen las preocupaciones expresadas por el International Press Institute respecto a las provisiones «desproporcionadas» que «perjudica al pueblo español en su derecho al acceso a la información sobre temas de interés público».

## Antecedentes y tramitación parlamentaria
La iniciativa legislativa para el desarrollo de esta ley correspondió al Gobierno a requerimiento del Pleno del Congreso de los Diputados y tras la aprobación, el 26 de julio de 2012, de la «moción consecuencia de interpelación urgente acerca de las medidas a adoptar por el Gobierno y el Ministerio del Interior para reforzar la seguridad ciudadana ante los problemas de la multirreincidencia y la violencia callejera», presentada por el Grupo Parlamentario catalán (CiU).
El anteproyecto de ley se presentó ante el Consejo de ministros el 29 de noviembre de 2013 quien acordó recabar informes a diferentes ministerios, así como al Consejo de Estado, recibiendo en todos los casos una respuesta positiva. Sin embargo, tanto la oposición parlamentaria como la prensa y los profesionales de la justicia y el derecho criticaron duramente el contenido del anteproyecto por considerar que muchos de sus artículos atentaban contra la libertad de expresión, calificándolo como «ley mordaza».
Durante su tramitación parlamentaria, el proyecto de ley recibió numerosas enmiendas (incluyendo varias enmiendas a la totalidad) que forzaron al Gobierno a suavizar el texto inicial. Una vez incorporadas las enmiendas aprobadas por el Senado, la ley fue finalmente aprobada por el pleno del Congreso de los Diputados el 26 de marzo de 2015 con los votos favorables del grupo parlamentario del Partido Popular y la oposición del resto de partidos. En esa misma sesión se aprobó también la reforma del Código Penal. Fue sancionada por el rey de España, Felipe VI, el 30 de marzo de 2015 y publicada en el BOE al día siguiente; entró en vigor el 1 de julio de 2015.
El Parlamento de Cataluña y parte de los partidos de la oposición en el Congreso presentaron un recurso de inconstitucionalidad contra diversos artículos de la ley, que fue admitido a trámite por el Tribunal constitucional en noviembre de 2015. En noviembre de 2020 dicho tribunal declaró constitucional todos los puntos de la ley, salvo la necesidad de autorización para el uso de imágenes de fuerzas y cuerpos de seguridad del Estado, por nueve votos a favor y los votos en contra de los magistrados Cándido Conde-Pumpido y María Luisa Balaguer Callejón.

### La reforma de la jurisdicción penal
La Ley Orgánica de protección de la seguridad ciudadana está íntimamente relacionada con la modificación del antiguo Código Penal de 1995. Dicha reforma modifica numerosos artículos del Código y suprime íntegramente su Libro III, que regulaba las faltas y que, con su nueva redacción, pasan a considerarse «infracciones administrativas» o «delitos leves», con lo que muchos comportamientos que anteriormente eran punibles en el ámbito penal ahora pasan a serlo solo en el ámbito administrativo, con lo que, según sus proponentes, se busca reservar la vía judicial únicamente para las infracciones más graves, aliviando así la carga de trabajo de los juzgados españoles.

## Estructura de la Ley 4/2015
Consta de 54 artículos repartidos en cinco Capítulos más siete disposiciones adicionales, una disposición transitoria, una disposición derogatoria y cinco disposiciones finales.
- Capítulo I: Disposiciones generales
- Capítulo II: Documentación e identificación personal
- Capítulo III: Actuaciones para el mantenimiento y restablecimiento de la seguridad ciudadana
- Capítulo IV: Potestades especiales de policía administrativa de la seguridad
- Capítulo V: Régimen sancionador

## Polémica

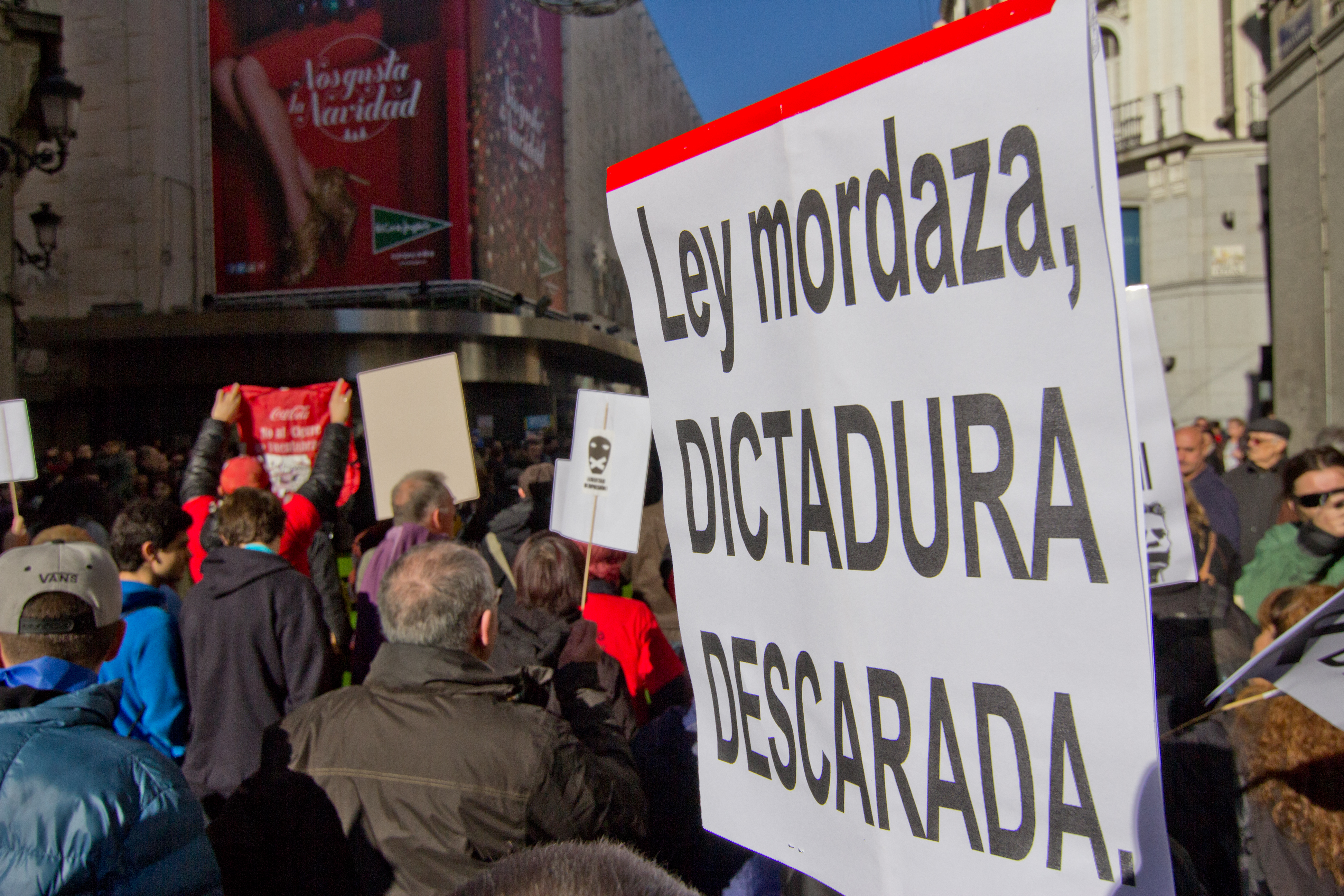
Manifestación contra la Ley Mordaza en Madrid, 2014

Una de las críticas más fundadas que se le ha hecho a esta ley es la de proveer a las fuerzas y cuerpos de seguridad del Estado de una alta discrecionalidad a la hora de sancionar infracciones previstas en la ley. Igualmente se le achaca el carácter inmediatamente ejecutivo del acto sancionador (artículo 56 de la LRJAPPAC) y que, siendo además un hecho exclusivamente administrativo, los recursos contra dicha sanción deben encauzarse en última instancia por vía de la jurisdicción contencioso-administrativa, normalmente lenta, costosa (en España las personas físicas están exentas del pago de tasas judiciales en esta jurisdicción, no así la personas jurídicas) y de resultado muy incierto, ya que, según la legislación española, las actas levantadas por funcionarios públicos en ejercicio de su función «tienen presunción de veracidad salvo prueba en contrario» (artículos 57.1 y 137 de la LRJAPPAC y artículo 52 de la Ley Orgánica de protección de la seguridad ciudadana).
Otro de los aspectos controvertidos es la creación, al amparo de su artículo 43, de un «Registro central de infracciones contra la seguridad ciudadana» en el Ministerio de Interior y otros registros similares, de carácter autonómico, en aquellas comunidades autónomas que lo deseen y que cuenten con un cuerpo de policía propio. Este registro, cuya finalidad es la de «apreciar la reincidencia en la comisión de infracciones tipificadas en esta Ley» (sic), se sumaría al ya existente «Registro central de penados y rebeldes» (dependiente del Ministerio de Justicia), para los antecedentes penales y a los antecedentes policiales, a cargo de la Policía Nacional, Guardia Civil y policías autonómicas.
También se ha criticado lo abultado de las sanciones pecuniarias establecidas en la ley para las infracciones, que pueden alcanzar los 600 000 € para las muy graves en grado máximo (artículo 39.1.a.).

## Uso durante el estado de alarma por la pandemia de COVID-19
Durante el estado de alarma del 2020 decretado por la pandemia de COVID-19, los cuerpos de seguridad del estado usaron esta ley para sancionar a ciudadanos que se saltasen el confinamiento obligatorio.
El defensor del pueblo en funciones, Francisco Fernández Marugán, declaró su intención de investigar su aplicación durante el confinamiento. Sin embargo, no ocurrió nada y la ley sigue vigente, aun habiéndose pronunciado en contra el PSOE desde que fue aprobada por el PP.
El gobierno unificó los criterios para la aplicación de la ley de protección de la seguridad ciudadana, de manera que las sanciones por su incumplimiento iban de entre los 601 euros hasta los 10400 en función de la circunstancia.
Desde el inicio del estado de alarma y, a día de 18 de abril de 2020, las fuerzas y cuerpos de seguridad del estado habrían impuesto más de 600 000 sanciones a ciudadanos por desobediencia o resistencia a la autoridad.

## Proyecto de reforma de la ley
En noviembre de 2021 el gobierno de coalición PSOE-Unidas Podemos presidido por Pedro Sánchez presentó el proyecto de reforma de la ley. Los principales cambios que se querían introducir eran los siguientes:
1. «El acta  que se extienda gozará de presunción de veracidad de los hechos en ella consignados, siempre que resulte coherente, lógica y razonable, salvo prueba en contrario». Se refiere a las actas de las infracciones administrativas que no alcanzan el rango de delito y que se solventan con multas y no a los atestados policiales, como dicen los que se oponen a la reforma.
2. En cuanto a la toma de imágenes de los policías, «no constituirá infracción la mera toma de imágenes en lugares de tránsito público y manifestaciones, o su mera difusión. No obstante, se considerará infracción grave el uso de imágenes o datos personales o profesionales de autoridades o agentes de las Fuerzas y Cuerpos de Seguridad cuando genere un peligro cierto a su seguridad personal o familiar o la de las instalaciones protegidas o ponga en riesgo el éxito de una operación. La situación de peligro o riesgo cierto generada, deberá reflejarse en el acta o en la denuncia con el mayor detalle que sea posible».
3. En cuanto a las manifestaciones y a las intervenciones policiales en ellas se propone: «la carencia del trámite previo de comunicación, aun pudiendo considerarse infracción leve, no será motivo para impedir el ejercicio de las libertades de reunión y manifestación»; «las medidas de intervención para el mantenimiento o el restablecimiento de la seguridad ciudadana en reuniones y manifestaciones se guiarán en todo momento por un enfoque de derechos humanos y serán graduales y proporcionadas a las circunstancias. La disolución de reuniones y manifestaciones constituirá el último recurso»; «las autoridades competentes deberán desarrollar protocolos específicos, de acuerdo con los estándares internacionales, sobre el uso de la fuerza y la utilización de material antidisturbios, en orden a utilizar siempre los medios menos lesivos para las personas y evitando aquellos que causen lesiones irreparables».
4. En cuanto a la posesión de sustancias estupefacientes para uso personal la infracción se considerará leve (no grave como establece la ley) por lo que la propuesta de sanción pasará de un máximo de 30 000 euros a un máximo de 600.
5. En cuanto al pago de las multas se propone que «se tendrá en cuenta la situación económica del responsable, atendiendo a sus circunstancias personales, familiares y sociales».
6. El plazo de estancia en comisaría a efectos de identificación pasa de seis horas a dos aunque se propone también que «excepcionalmente y por razones justificadas, verificables y comunicadas a la persona afectada, se podrá prorrogar hasta un máximo de seis horas».
7. Las personas llevadas a comisaría para ser identificadas serán devueltas al lugar donde fueron detenidas en el caso de que la dependencia policial se encuentre «en localidad distinta a la del requerimiento del acompañamiento, y siempre que el traslado no afecte gravemente al funcionamiento efectivo de los servicios».
8. En cuanto a los cacheos se propone que «fuera de dependencias policiales sólo podrá practicarse diligencias de registro corporal, que exija dejar a la vista partes del cuerpo normalmente cubiertas por ropa cuando exista una situación de urgencia por riesgo grave e inminente para los agentes o la ciudadanía. No se dejará a la vista la totalidad del cuerpo, ni tampoco de manera sucesiva cada una de sus partes, con el máximo respeto a la identidad sexual procurando hacerlo siempre en lugar reservado y fuera de la vista de terceros. Se dejará constancia escrita de esta diligencia, causas e identidad del agente que la adoptó».
9. Se propone que en el diseño del DNI «se incorporen las diversas lenguas cooficiales del lugar de residencia del solicitante en los diferentes territorios».

El 27 de noviembre miles de policías y guardias civiles convocados por la asociación Jusapol se manifestaron en Madrid para oponerse a los cambios que se querían introducir en la ley. Contaron con el apoyo de Vox, de Ciudadanos y del Partido Popular y sus líderes asistieron a la manifestación. El presidente del Partido Popular Pablo Casado declaró: «Quiero anunciar que si se aprueba esta reforma la llevaremos inmediatamente al Tribunal Constitucional y en cuanto lleguemos al gobierno recuperaremos la Ley de Seguridad Ciudadana».